# Попелево (Свідвинський повіт)
Попелево (пол. Popielewo) — село в Польщі, у гміні Полчин-Здруй Свідвинського повіту Західнопоморського воєводства.
Населення — 386 осіб (2011).

## Демографія
Демографічна структура станом на 31 березня 2011 року:
|          | Загалом | Допрацездатний вік | Працездатний вік | Постпрацездатний вік |
| -------- | ------- | ------------------ | ---------------- | -------------------- |
| Чоловіки | 192     | 37                 | 141              | 14                   |
| Жінки    | 194     | 37                 | 117              | 40                   |
| Разом    | 386     | 74                 | 258              | 54                   |